# 我们的连队
《我们的连队》是一部中国军事电视剧，由中国中央电视台2003年出品李俊岩執導。2003年2月荣获全军电视剧创作评比长篇电视连续剧二等奖。

## 简介
二十世纪末一次演习中，解放军北方某部重點單位钢八连输给了另一重點單位英雄连队红三连，钢八连可笑的成績震動高層，決定轉變新時代建軍模式，啟用刚从国防大学毕业的硕士研究生江一帆临危受命任改造幹部，然而文質書生的他在鐵血陽剛的钢八连老弟兄眼中格格不入，重大水土不服人心也不服，但他勇于探索新形势下的思想政治工作和带兵之道，勇於一个崭新世紀的政工干部形象。

## 主要演员
| 演員   | 角色   | 介绍                                                                             |
| 罗刚   | 江一帆 | 毕业于南京政治学院政工系的硕士研究生，勇于探索新形势下的思想政治工作和带兵之道。 |
| 刘敏涛 | 黄丽菲 | 江一帆妻子，倔强，能吃苦耐劳自立意识强，因工厂倒闭而失业，面临生活的重压。       |
| 初星   | 魏东   | 和江一帆相比是另一种类型的军人，傳統的戰鬥鐵血粗人。                             |
| 车永莉 | 梁雨   | 魏东女友，新時代女性，自創電腦公司，外界看來顯得與粗人魏东格格不入。             |